# Выбор критиков (кинопремия, 2008)
13-я церемония премии «Выбор критиков» состоялась 7 января 2008 года в конференц-центре Santa Monica Civic Auditorium. Номинанты были объявлены 11 декабря 2007.

## Победители и номинанты

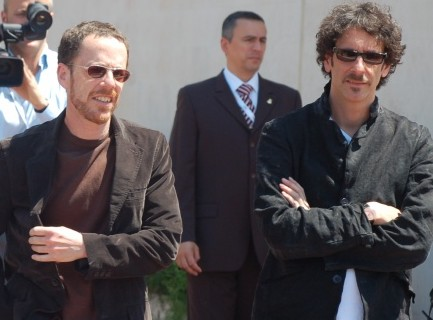
Итан Коэн, Джоэл Коэн, лучший режиссёр

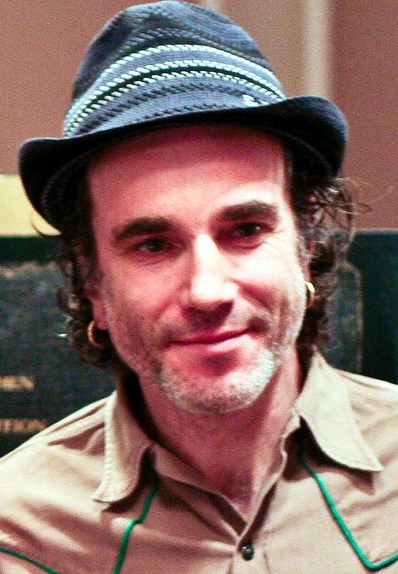
Дэниэль Дэй-Льюис, лучшая мужская роль

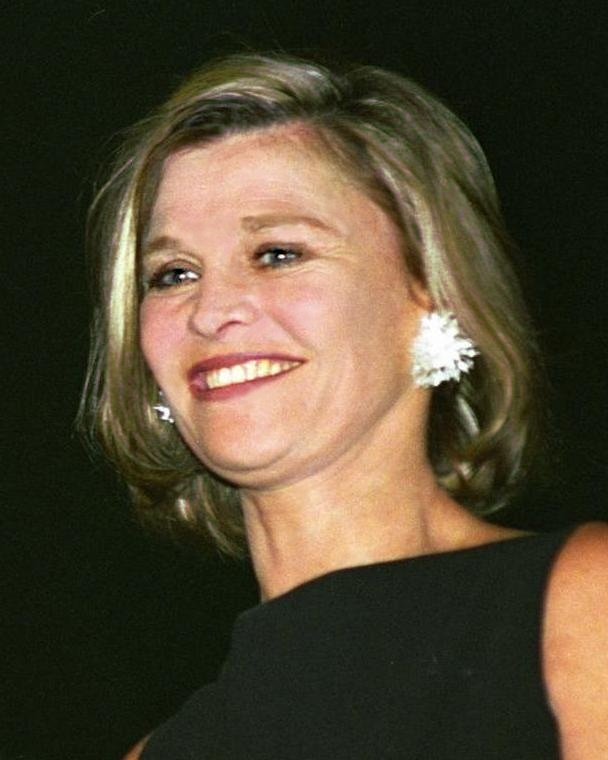
Джули Кристи, лучшая женская роль

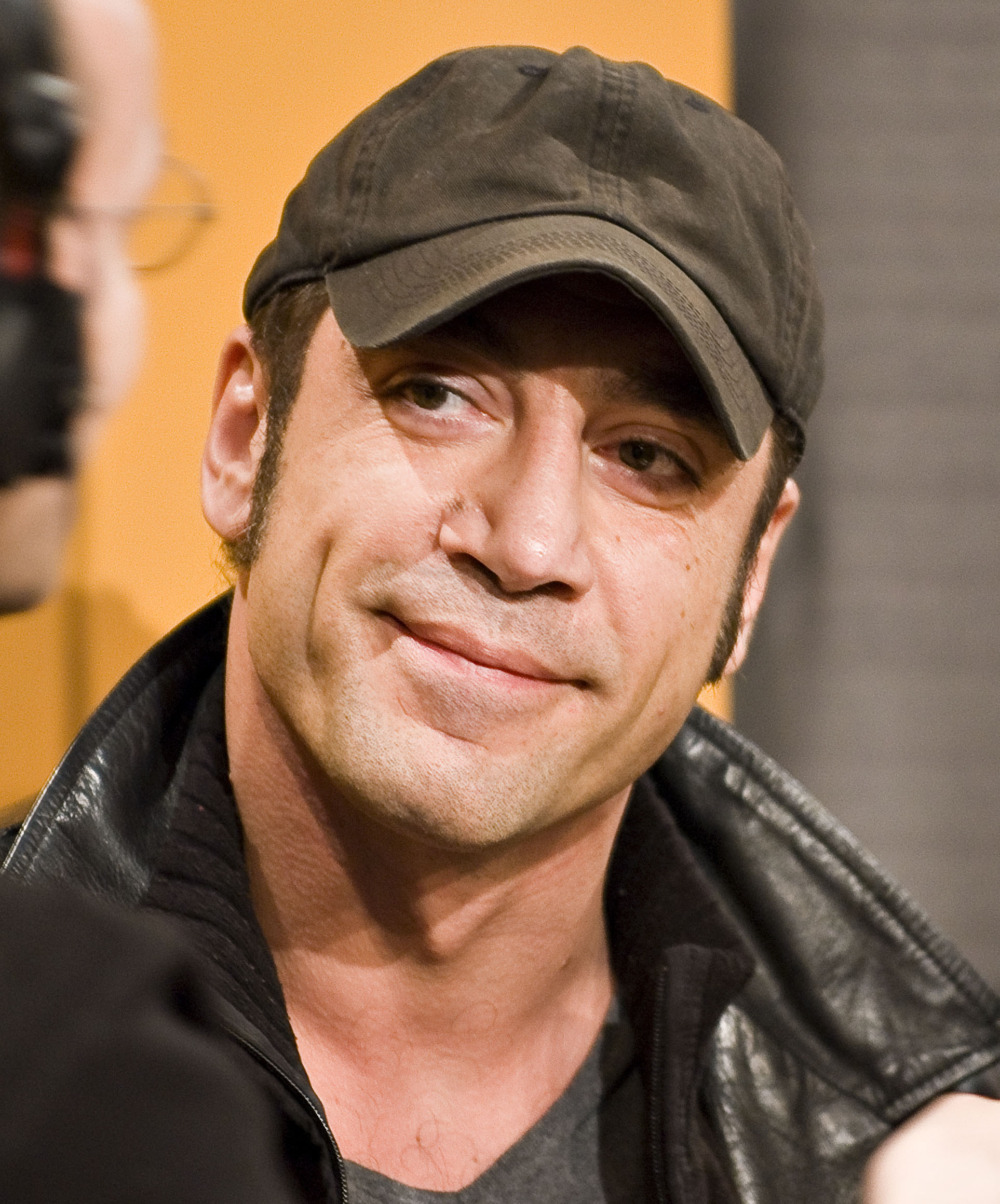
Хавьер Бардем, лучшая мужская роль второго плана

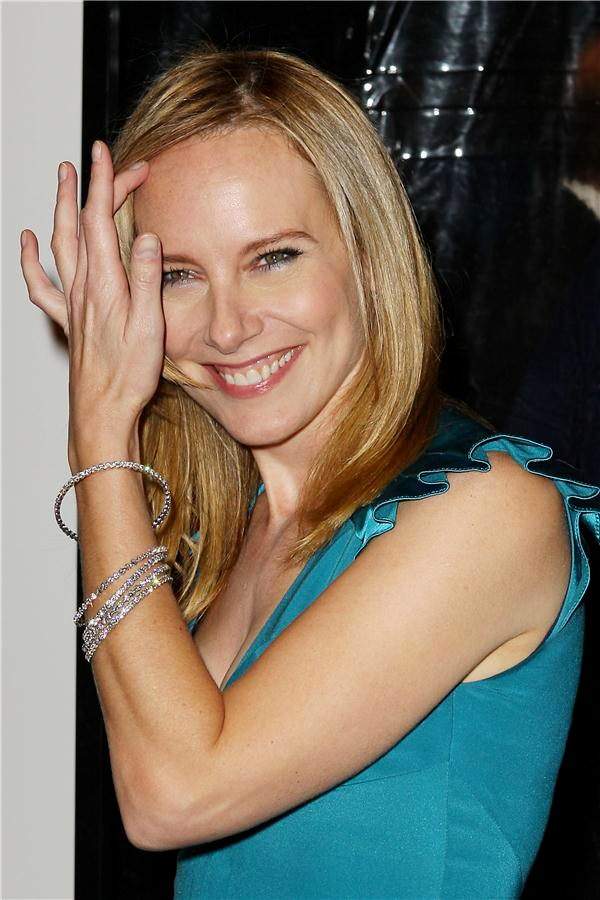
Эми Райан, лучшая женская роль второго плана

| Лучший фильм                      | 1. Старикам тут не место 2. Бегущий за ветром 3. В диких условиях 4. Гангстер 5. Джуно 6. Искупление 7. Майкл Клейтон 8. Нефть 9. Скафандр и бабочка 10. Суини Тодд, демон-парикмахер с Флит-стрит                                                                                        |
| Лучший режиссёр                   | 1. Итан Коэн, Джоэл Коэн — «Старикам тут не место» 2. Тим Бёртон — «Суини Тодд, демон-парикмахер с Флит-стрит» 3. Сидни Люмет — «Игры дьявола» 4. Шон Пенн — «В диких условиях» 5. Джо Райт — «Искупление» 6. Джулиан Шнабель — «Скафандр и бабочка»                                      |
| Лучшая мужская роль               | 1. Дэниэл Дэй-Льюис — «Нефть» 2. Джонни Депп — «Суини Тодд, демон-парикмахер с Флит-стрит» 3. Райан Гослинг — «Ларс и настоящая девушка» 4. Джордж Клуни — «Майкл Клейтон» 5. Вигго Мортенсен — «Порок на экспорт» 6. Эмиль Хирш — «В диких условиях»                                     |
| Лучшая женская роль               | 1. Джули Кристи — «Вдали от неё» 2. Эми Адамс — «Зачарованная» 3. Кейт Бланшетт — «Золотой век» 4. Анджелина Джоли — «Её сердце» 5. Марион Котийяр — «Жизнь в розовом цвете» 6. Эллиот Пейдж — «Джуно»                                                                                    |
| Лучшая мужская роль второго плана | 1. Хавьер Бардем — «Старикам тут не место» 2. Кейси Аффлек — «Как трусливый Роберт Форд убил Джесси Джеймса» 3. Филип Сеймур Хоффман — «Война Чарли Уилсона» 4. Том Уилкинсон — «Майкл Клейтон» 5. Хэл Холбрук — «В диких условиях»                                                       |
| Лучшая женская роль второго плана | 1. Эми Райан — «Прощай, детка, прощай» 2. Кейт Бланшетт — «Меня там нет» 3. Кэтрин Кинер — «В диких условиях» 4. Ванесса Редгрейв — «Искупление» 5. Тильда Суинтон — «Майкл Клейтон» |
| Лучший молодой актёр              | 1. Ахмад Кхан Махмидзада — «Бегущий за ветром» 2. Эд Сандерс — «Суини Тодд, демон-парикмахер с Флит-стрит» 3. Майкл Сера — «SuperПерцы» 4. Майкл Сера — «Джуно» 5. Фредди Хаймор — «Август Раш»                                                                                           |
| Лучшая молодая актриса            | 1. Никки Блонски — «Лак для волос» 2. Дакота Блю Ричардс — «Золотой компас» 3. АннаСофия Робб— «Мост в Терабитию» 4. Сирша Ронан — «Искупление» |
| Лучший актёрский ансамбль         | 1. Лак для волос 2. Джуно 3. Игры дьявола 4. Прощай, детка, прощай 5. Старикам тут не место 6. Суини Тодд, демон-парикмахер с Флит-стрит |
| Лучший сценарий                   | 1. Диабло Коуди — «Джуно» 2. Тони Гилрой — «Майкл Клейтон» 3. Итан Коэн, Джоэл Коэн — «Старикам тут не место» 4. Нэнси Оливер — «Ларс и настоящая девушка» 5. Шон Пенн — «В диких условиях» 6. Аарон Соркин — «Война Чарли Уилсона»                                                       |
| Лучший семейный фильм             | 1. Зачарованная 2. Август Раш 3. Гарри Поттер и Орден Феникса 4. Золотой компас 5. Лак для волос |
| Лучший анимационный фильм         | 1. Рататуй 2. Беовульф 3. Би Муви: Медовый заговор 4. Персиполис 5. Симпсоны в кино |
| Лучший документальный фильм       | 1. Здравозахоронение 2. Акулы 3. В тени Луны 4. Дарфур сегодня 5. Конца и края нет 6. Король Конга |
| Лучший фильм на иностранном языке | 1. Скафандр и бабочка (Le scaphandre et le papillon) - Франция/США 2. 4 месяца, 3 недели и 2 дня (4 luni, 3 saptamâni si 2 zile) - Румыния 3. Вожделение (Se, jie) - Китай/Тайвань/Великобритания 4. Жизнь в розовом цвете (La Môme) - Чехия/Франция/США 5. Приют (El orfanato) - Испания |
| Лучшая комедия                    | 1. Джуно 2. SuperПерцы 3. Влюбиться в невесту брата 4. Лак для волос 5. Немножко беременна |
| Лучшая музыка к фильму            | 1. Джонни Гринвуд — «Нефть» 2. Марко Белтрами — «Поезд на Юму» 3. Александр Деспла — «Вожделение» 4. Клинт Иствуд — «Грейс больше нет с нами» 5. Дарио Марианелли — «Искупление» 6. Алан Менкен — «Зачарованная»                                                                          |
| Лучшая песня к фильму             | 1. Falling Slowly — «Однажды» 2. Come So Far (Got So Far to Go) — «Лак для волос» 3. Do You Feel Me— «Гангстер» 4. Guaranteed— «В диких условиях» 5. That's How You Know — «Зачарованная»                                                                                                 |
| Лучший ТВ-фильм                   | 1. Схороните моё сердце у Вундед-Ни 2. Война 3. Заколдованное королевство 4. Контора |

### Специальная награда
Дон Чидл

## Список лауреатов и номинаций
| Количество | Фильм                                     |
| ---------- | ----------------------------------------- |
| 7          | В диких условиях                          |
| 6          | Джуно                                     |
| 5          | Искупление                                |
| 5          | Лак для волос                             |
| 5          | Майкл Клейтон                             |
| 5          | Старикам тут не место                     |
| 5          | Суини Тодд, демон-парикмахер с Флит-стрит |
| 4          | Зачарованная                              |
| 3          | Нефть                                     |
| 3          | Скафандр и бабочка                        |
| 2          | SuperПерцы                                |
| 2          | Август Раш                                |
| 2          | Бегущий за ветром                         |
| 2          | Вожделение                                |
| 2          | Война Чарли Уилсона                       |
| 2          | Гангстер                                  |
| 2          | Жизнь в розовом цвете                     |
| 2          | Золотой компас                            |
| 2          | Игры дьявола                              |
| 2          | Ларс и настоящая девушка                  |
| 2          | Прощай, детка, прощай                     |

| Количество | Фильм                 |
| ---------- | --------------------- |
| 3          | Старикам тут не место |
| 2          | Джуно                 |
| 2          | Лак для волос         |
| 2          | Нефть                 |